# Rinnatja
Rinnatja (hebr. רינתיה) – moszaw położony w samorządzie regionu Chewel Modi’in, w Dystrykcie Centralnym, w Izraelu.
Leży na równinie Szaron w otoczeniu miast Elad i Jehud-Monosson, moszawów Giwat Koach, Bene Atarot i Mazor, kibucu Be’erot Jicchak, oraz wioski Nofech. Na południowy zachód od miasteczka znajduje się międzynarodowe lotnisko im. Ben-Guriona.

## Historia
Pierwotnie, pod panowaniem rzymskim znajdowało się tutaj starożytne miasto Rantia.
Pod panowaniem krzyżowców miasto nazywało się Rentie i razem z przybrzeżnymi miastami Deirelcobebe i Semsem należało do Zakonu Kawalerów Maltańskich, zwanych Szpitalnikami.
Podczas podboju Palestyny przez Arabów w XII wieku miasto zostało zniszczone. W 1596 istniała tutaj niewielka arabska wioska Rantijja (arab. رنتيّة), która liczyła 132 mieszkańców.
29 listopada 1947 roku Zgromadzenie Ogólne Organizacji Narodów Zjednoczonych przyjęło Rezolucję nr 181 w sprawie podziału Palestyny na dwa państwa: żydowskie i arabskie. Na mocy tej Rezolucji wioska Rantijja miała znajdować się w państwie arabskim.
Podczas wojny o niepodległość w dniu 10 lipca 1948 wioskę zajęli Izraelczycy. Arabscy mieszkańcy uciekli, a większość domów została zburzona.
Współczesny moszaw został założony w 1949 przez żydowskich imigrantów z Maroka.

## Kultura i sport
W moszawie jest ośrodek kultury oraz boisko do piłki nożnej.

## Gospodarka
Gospodarka moszawu opiera się na intensywnym rolnictwie i uprawach w szklarniach.

## Komunikacja
Na wschód od moszawu przebiega autostrada nr 6, brak jednak możliwości bezpośredniego wjazdu na nią. Z moszawu wyjeżdża w kierunku zachodnim droga nr 4623, którą dojeżdża się do moszawów Mazor, Nechalim, kibucu Be’erot Jicchak, wioski Nofech i drogi ekspresowej nr 40.